# Кітцінген
Кітцінген (нім. Kitzingen) — місто Німеччини, в адміністративному округу Нижня Франконія, землі Баварія. Входить до складу району району Кітцінген.
Населення складає 20 474 особи, станом на 31 грудня 2014 року. Місто займає площу 46,99 км². Офіційний код міста — 09 6 75 141.

## Розташування
Місто Кітцінген знаходиться у землі Баварія, на правому березі річки Майна.
У місті знаходиться католицька церква Св. Іоанна (St. Johannes), побудована у 1402-1463 роках, ратуша 16-го століття, 39 метрова вежа та залишки оборонних мурів Кітцінгену 15 століття, колишній монастир капуцинів 1630-1828. У місті щороку проходить винний фестиваль.

## Клімат
У Кітцінгені вологий континентальний клімат. Протягом року випадає значна кількість опадів, середньорічна норма опадів — 601 мм. Більша частина опадів випадає у липні, у середньому  72 мм. Найтепліший місяць року липень, з середньою температурою 18.5 °C. Середньорічна температура у Кітцінґені становить — 9.3 °C.
5 липня 2015, під час антициклону «Аннелі», тут був зареєстрований новий температурний рекорд Німеччини, температура повітря досягла позначки 40,3 °C.

## Історія

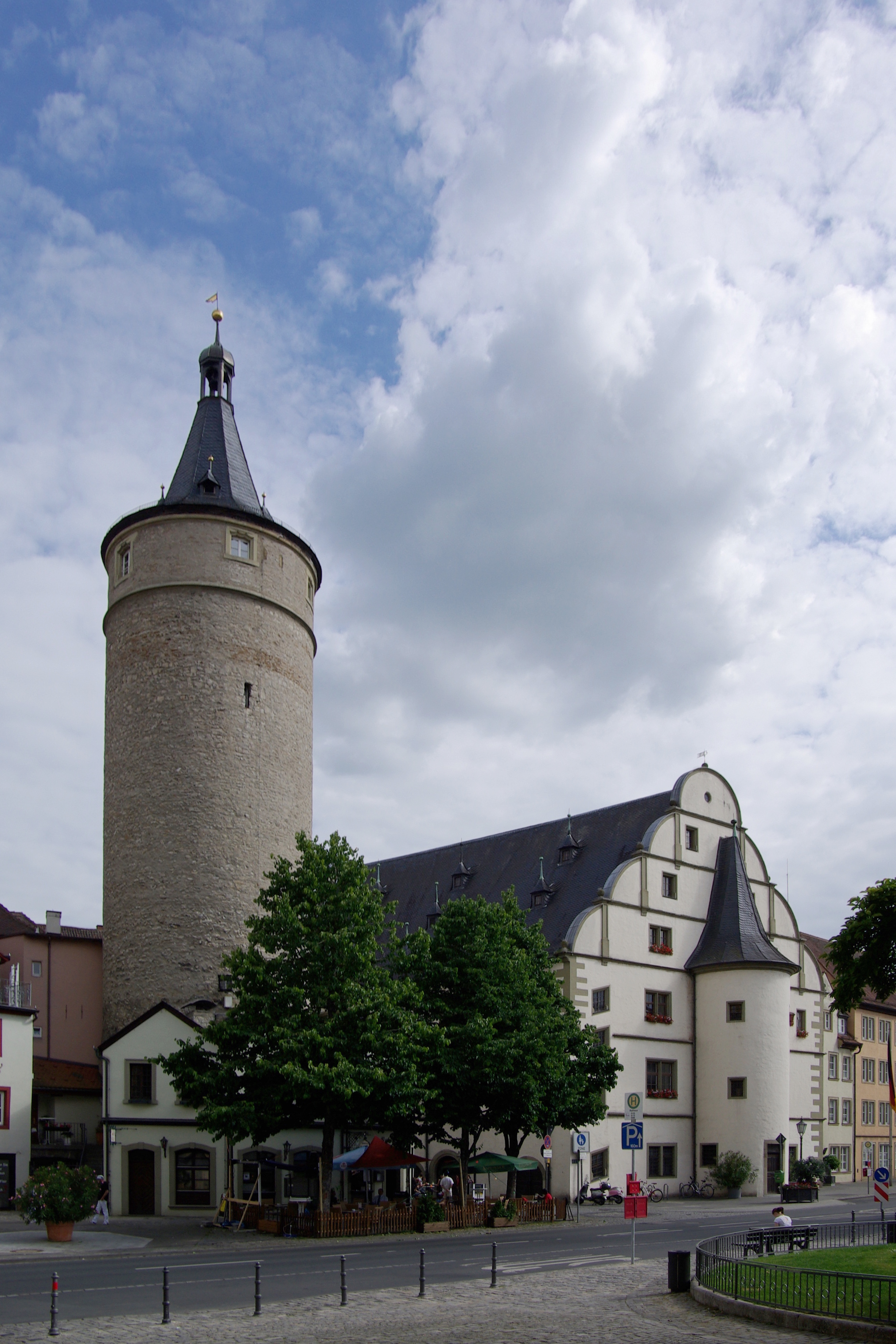
Ратуша Кітцінгену

У 1040 році перша документальна згадка про монастир Кітцінген і довколишні поселенні. 20 вересня 1482 у Кітцінген приїжджають посланці всіх франконських правителів, єпископи, знать і в цей же день приймається так званий «Кітцінгенській винний закон». На зборах вирішується питання про чистоту вина, дозволені і заборонені добавки, встановлюються покарання і штрафи для виноробів-фальсифікаторів.
У селянській війні 1525 року багато мешканців міста підтримували повстанців. Їх виступ був криваво придушений, Кітцінген зобов'язують виплатити 13 000 гульденів.
У 1530-1650 роках Кітцінген стає протестантським містом, потім громадян змушують повернутися в лоно католицької церкви, на тлі конфесійних розбіжностей відбувається велика кількість сутичок і бійок, зрештою у Кітцінгені офіційно визнають дві конфесії: католицизм і протестантство.
Наполеон з військом у 1792-1815 пройшов по цих територіях. Кітцінген втрачає суверенітет, був розграбований наполеонівським військом.
23 лютого 1945 року американські бомбардувальники скидають на місто близько 2500 авіабомб. Велика частина Кітцинґену була зруйнована.

## Галерея

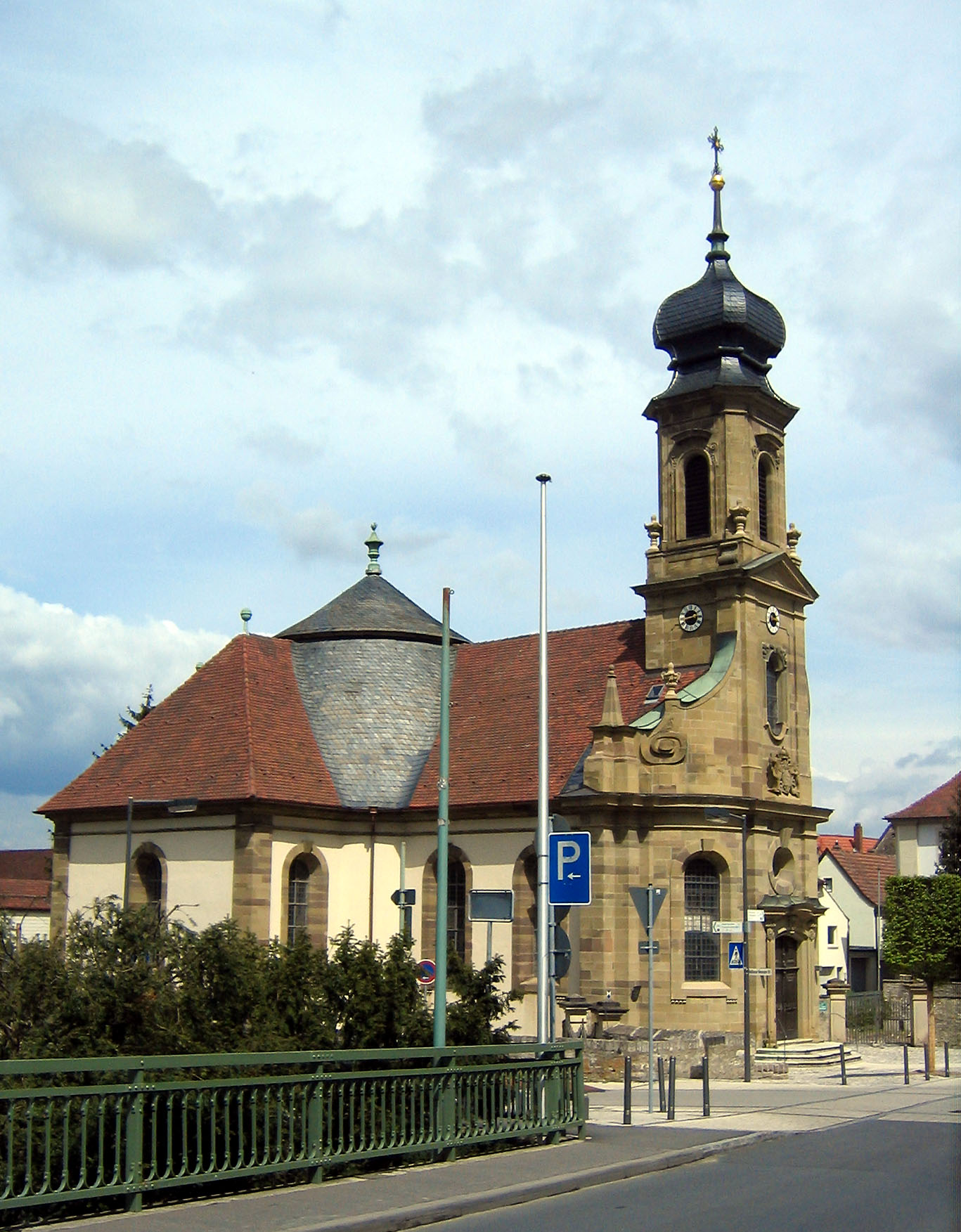
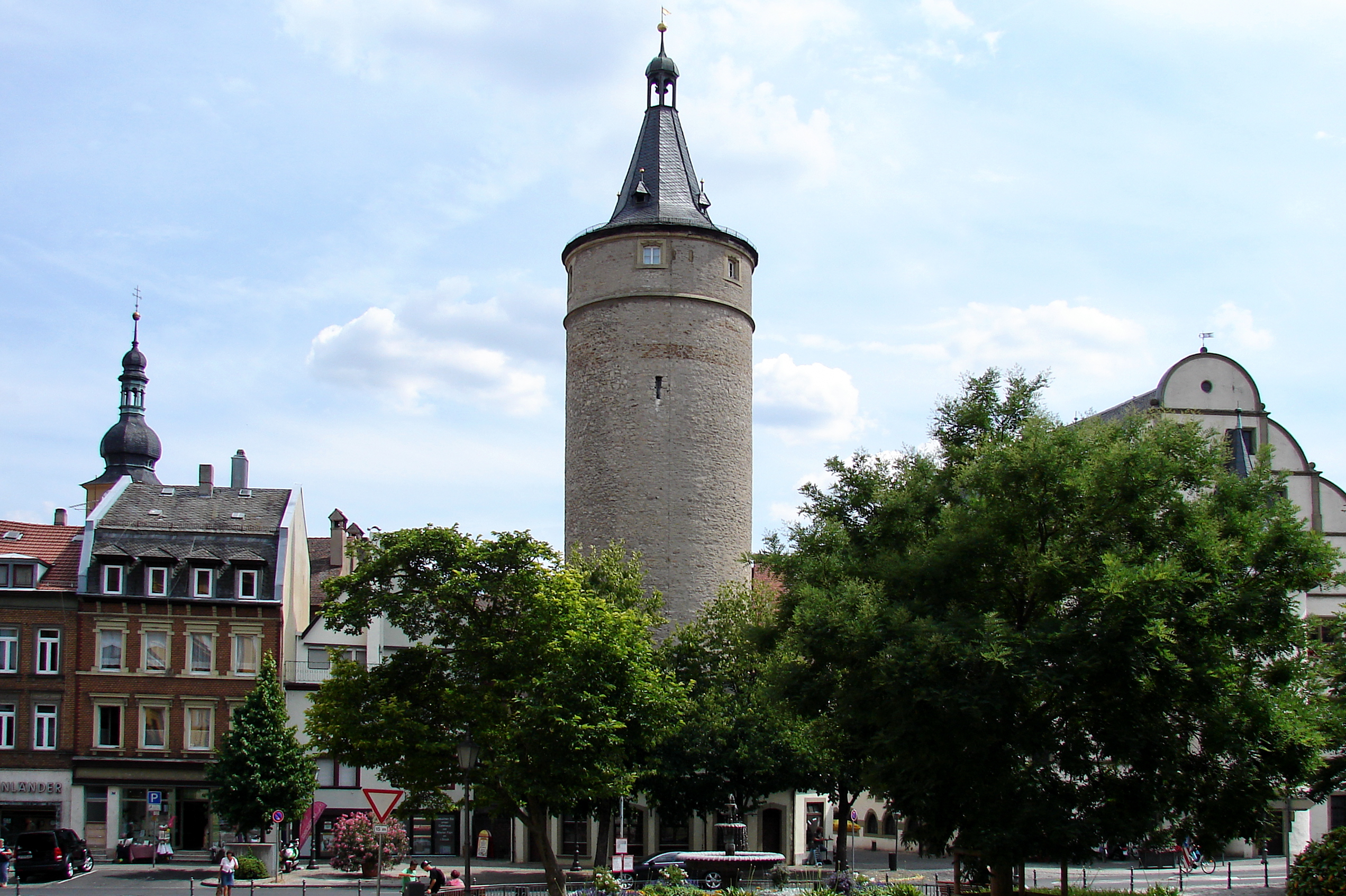
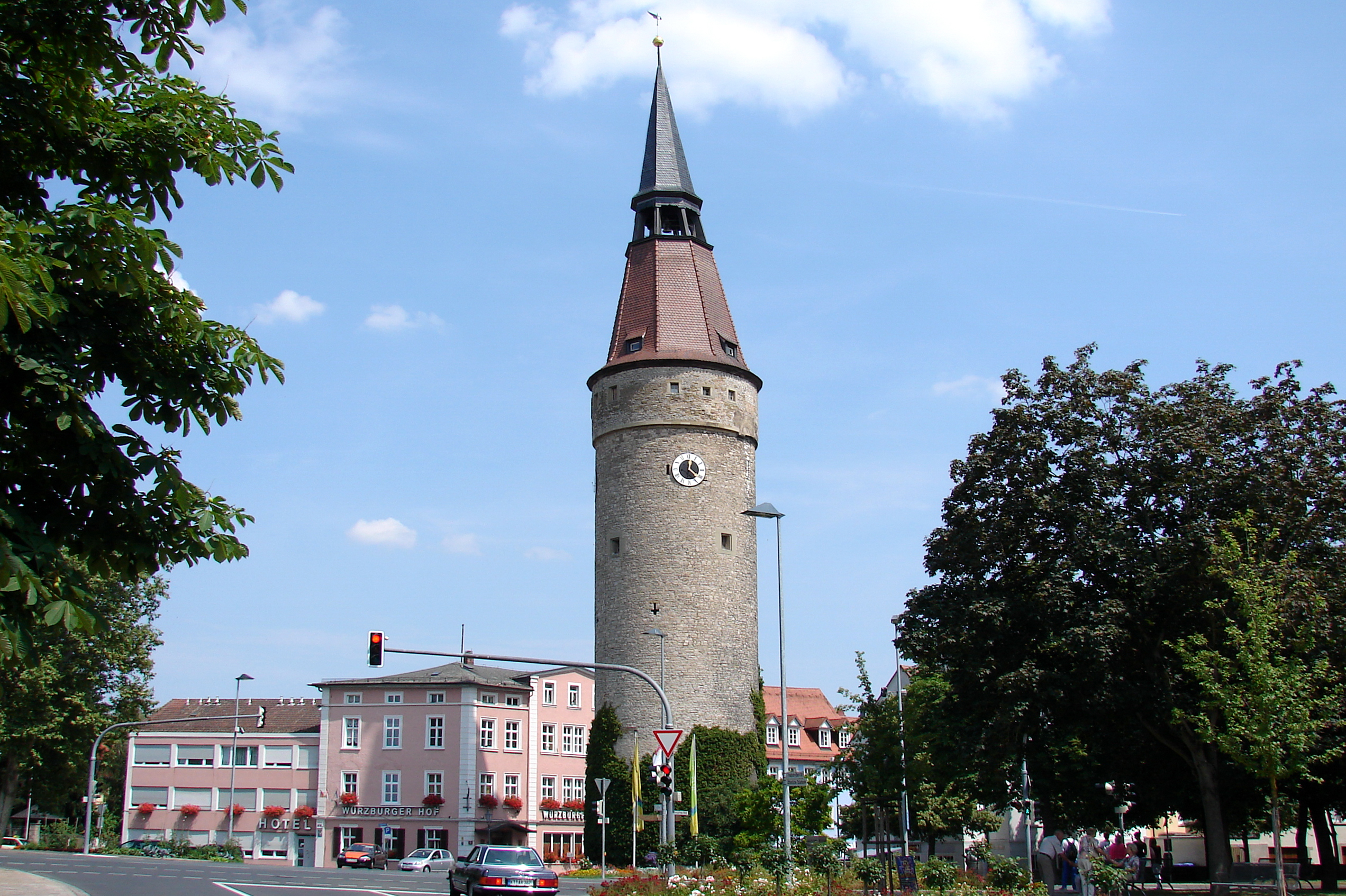
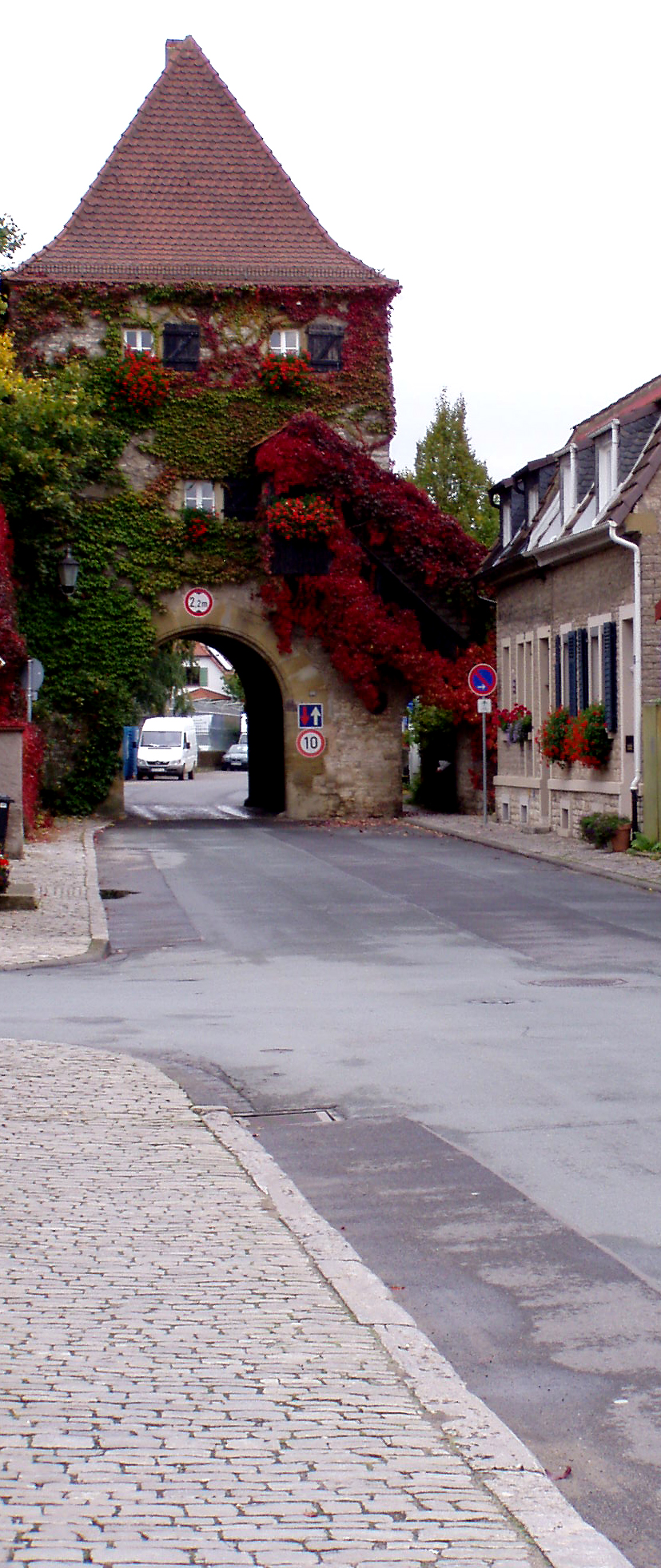
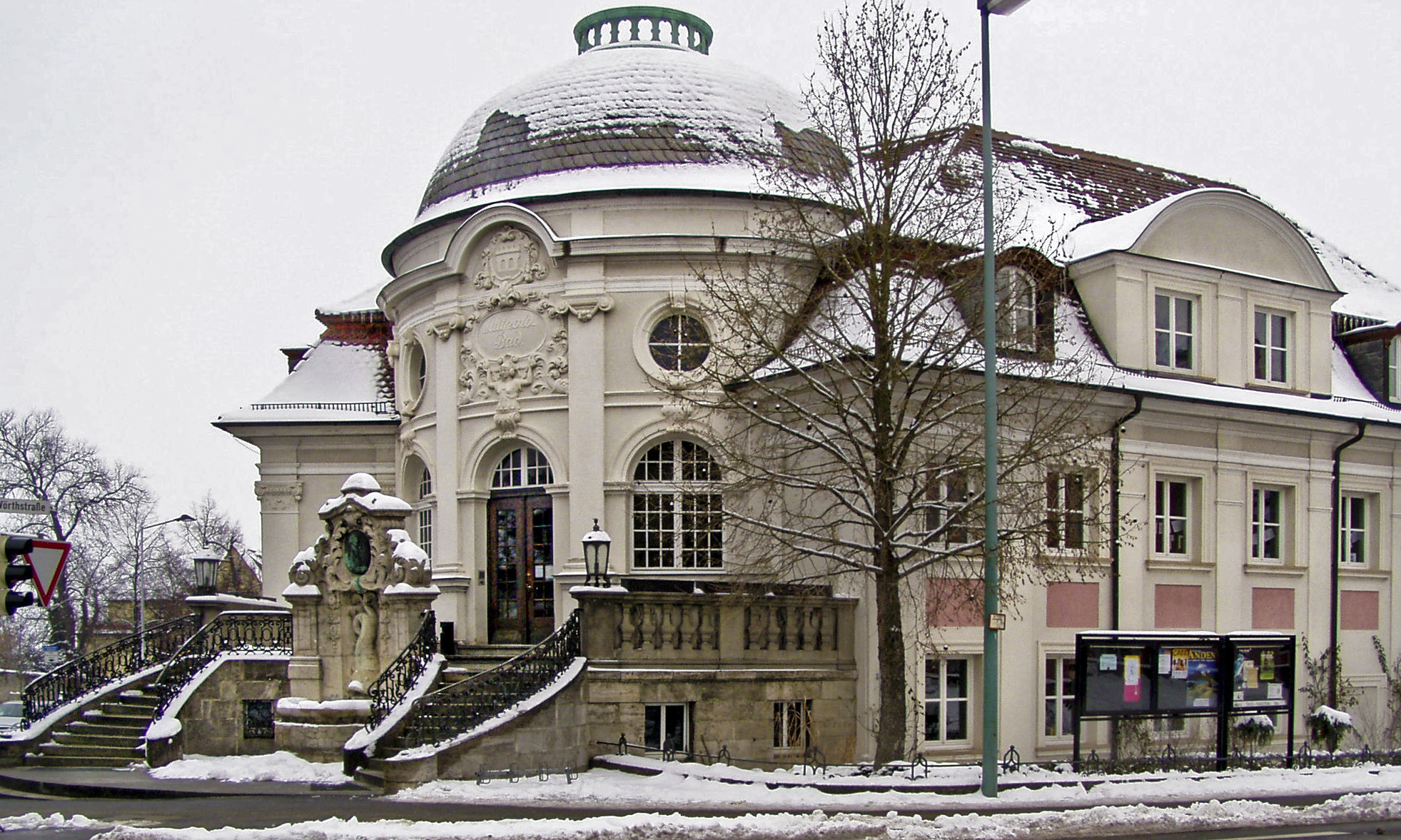
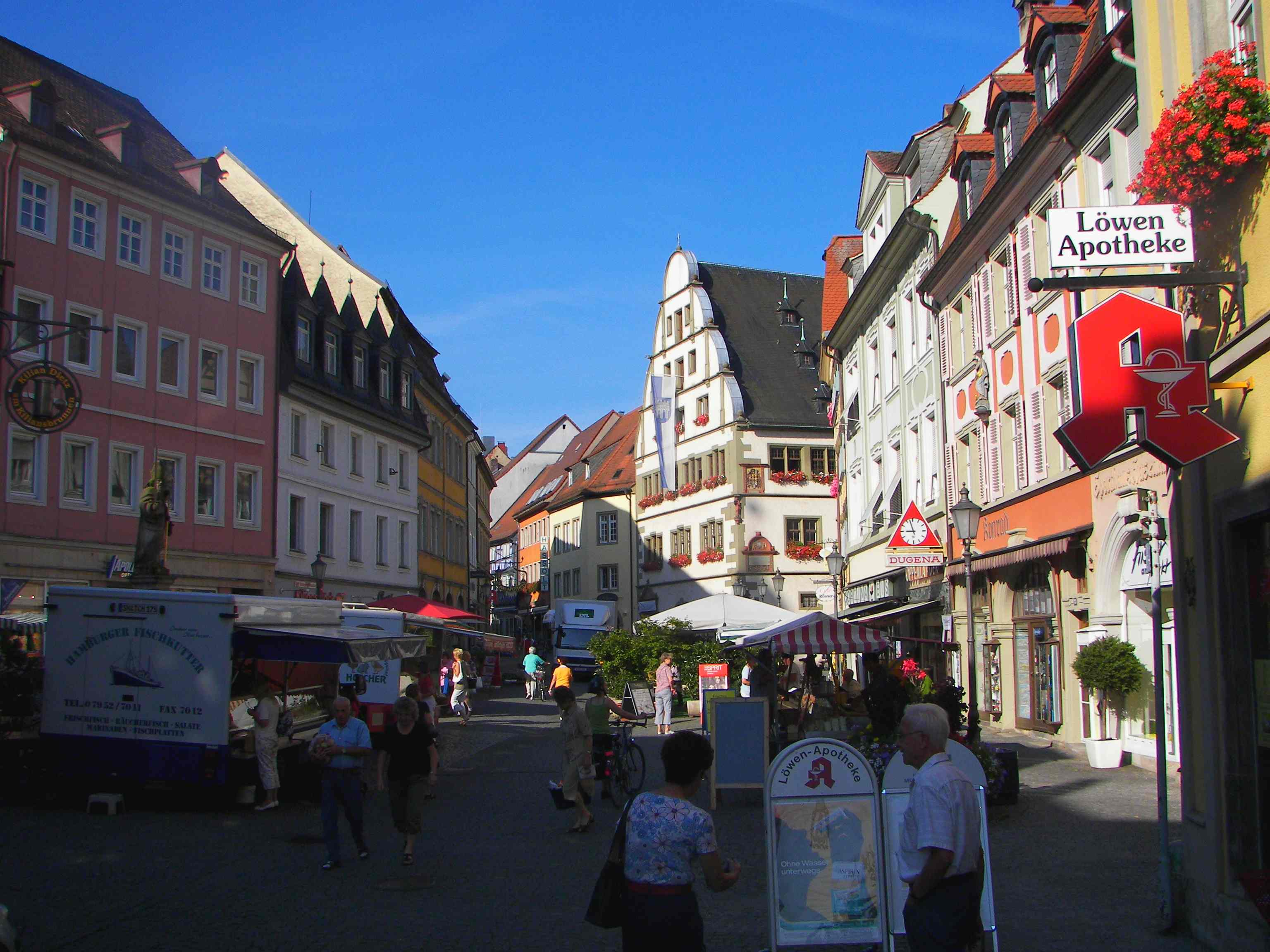
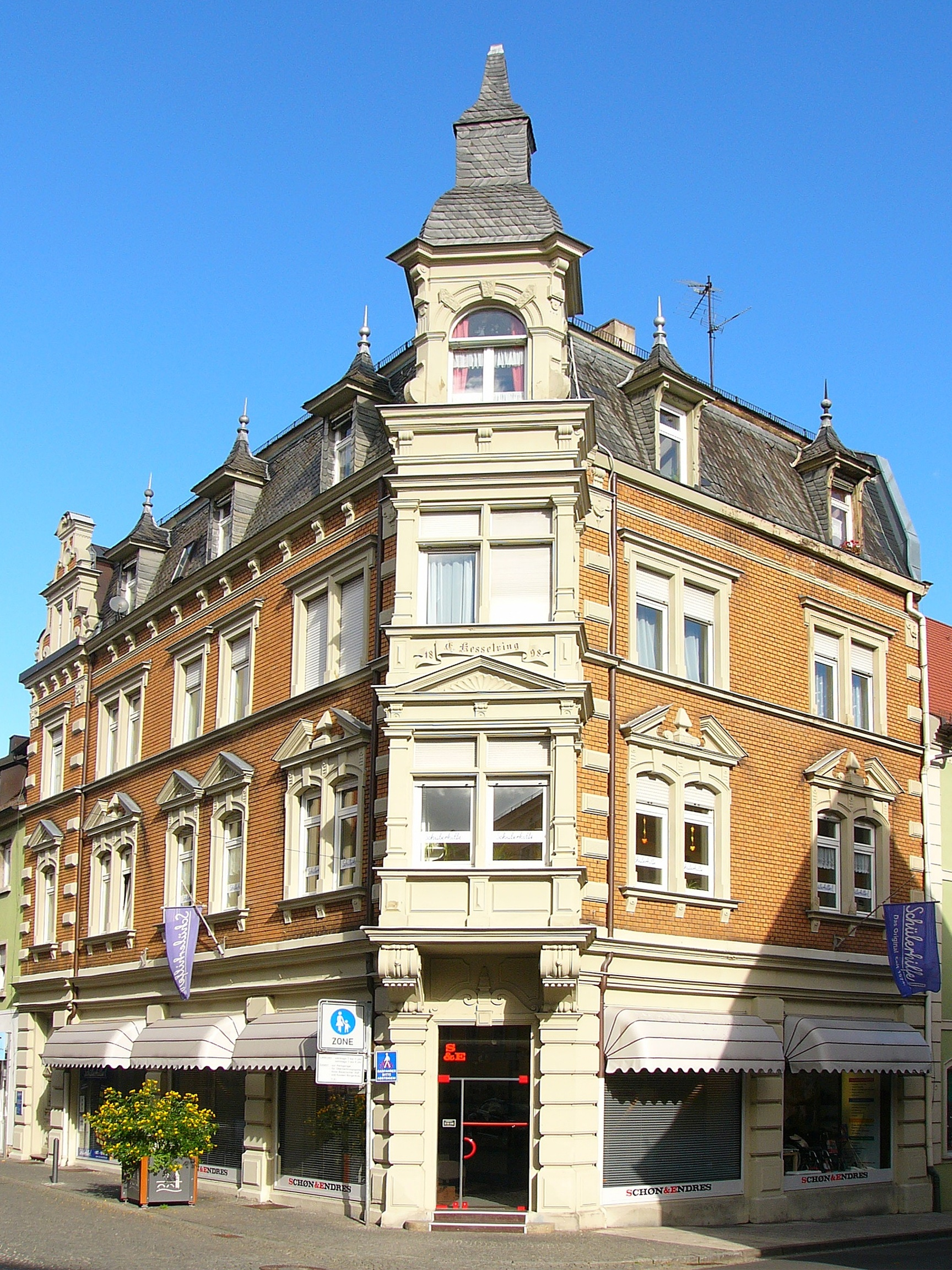
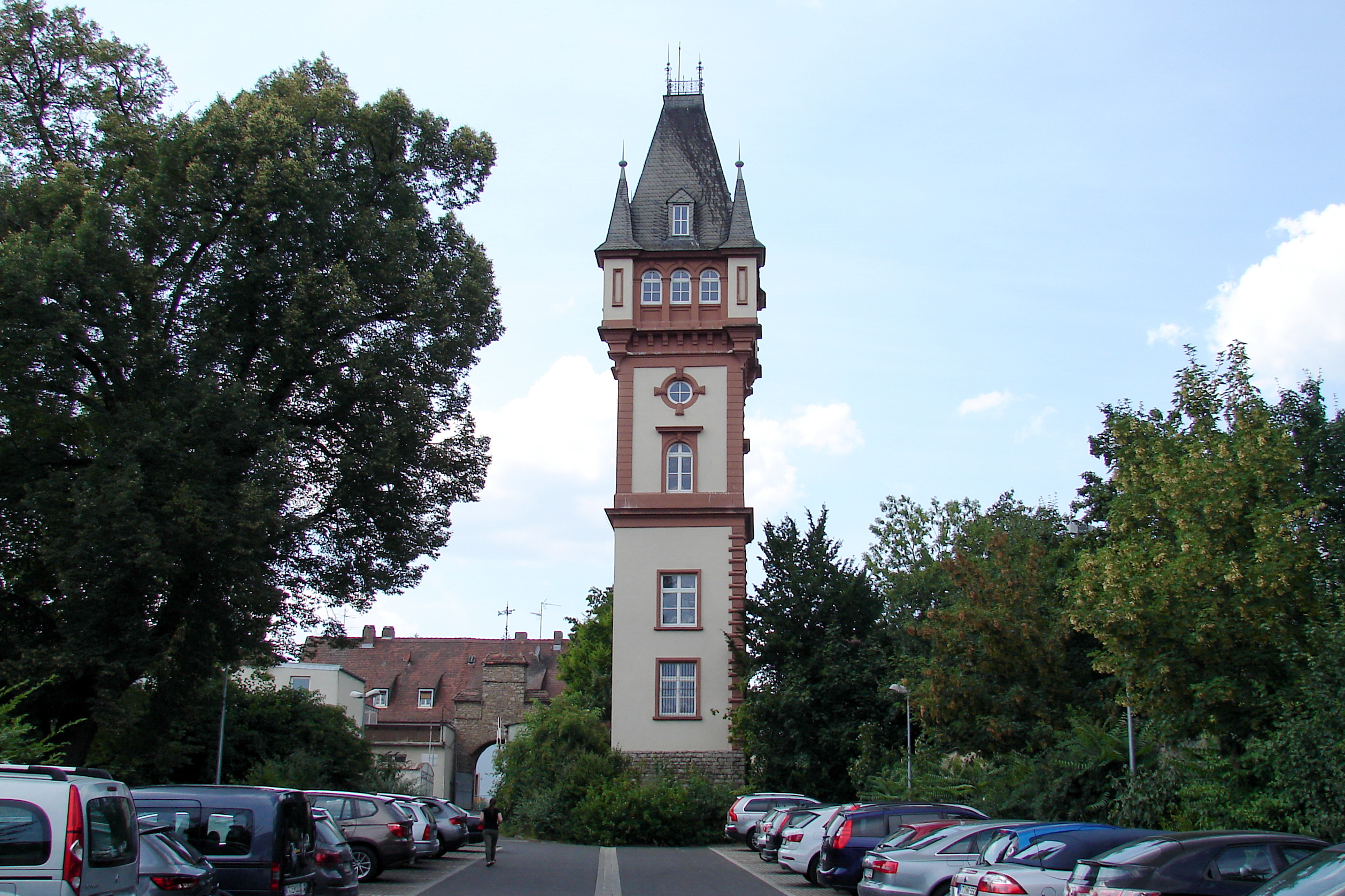
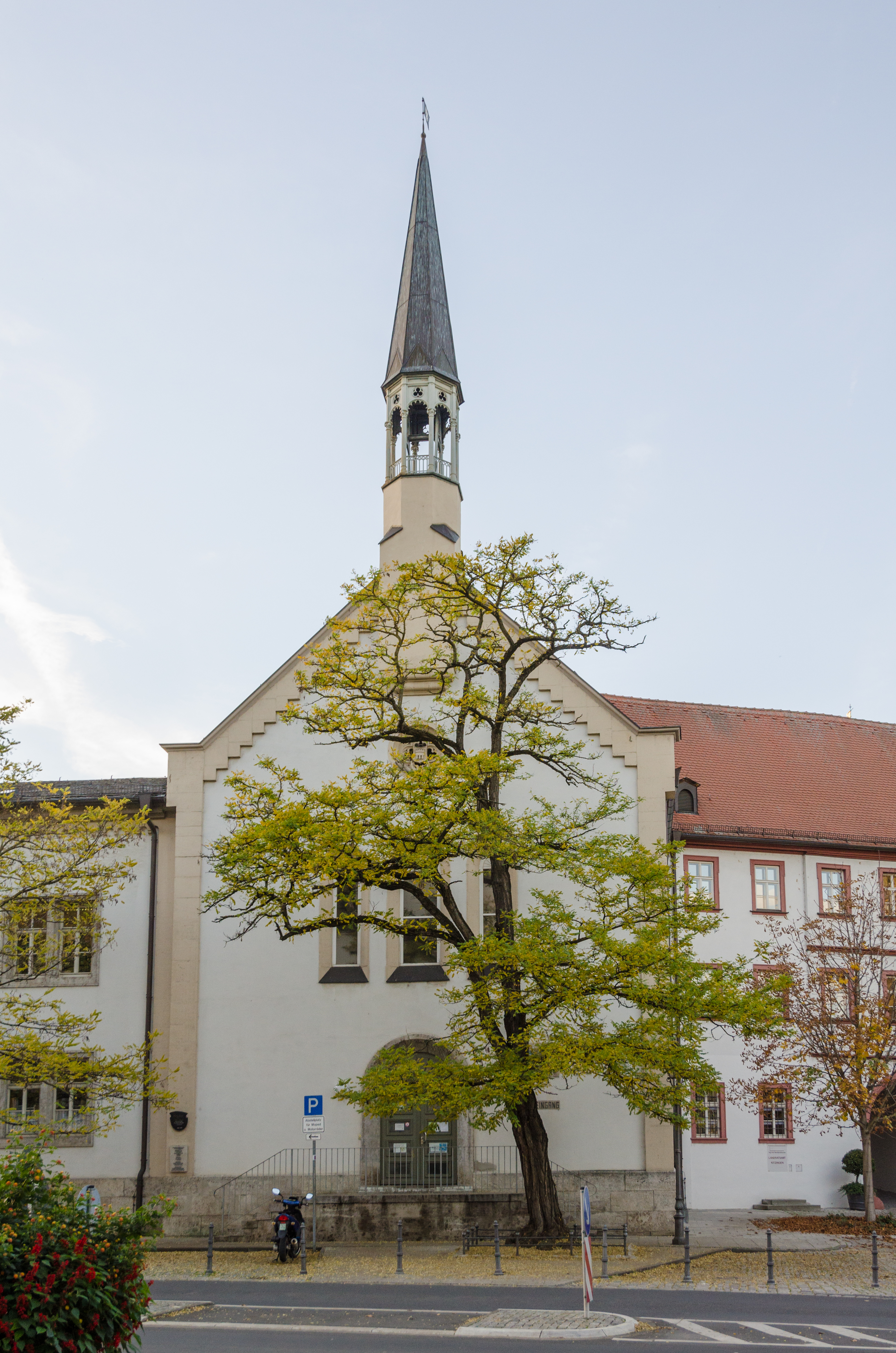
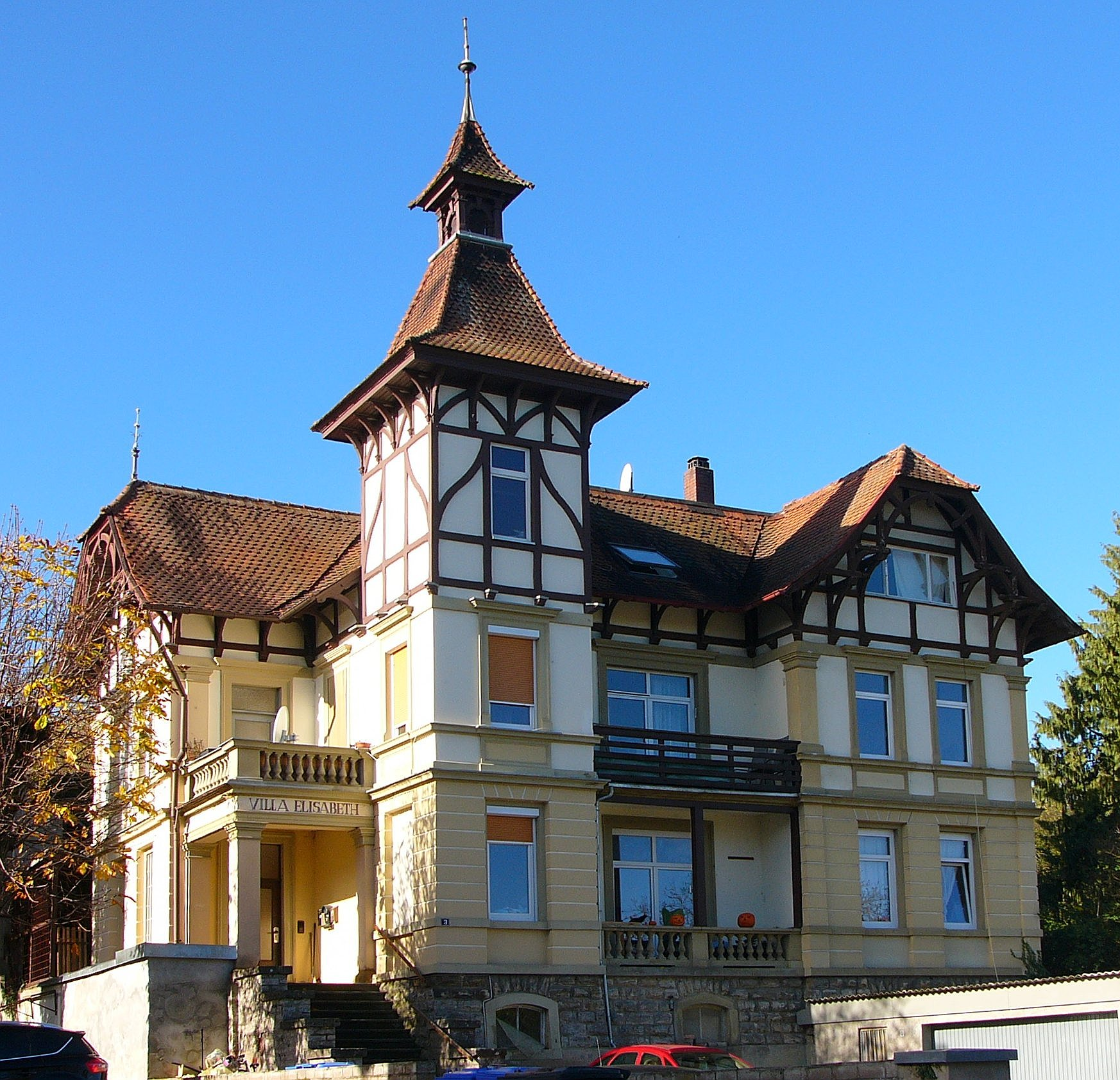
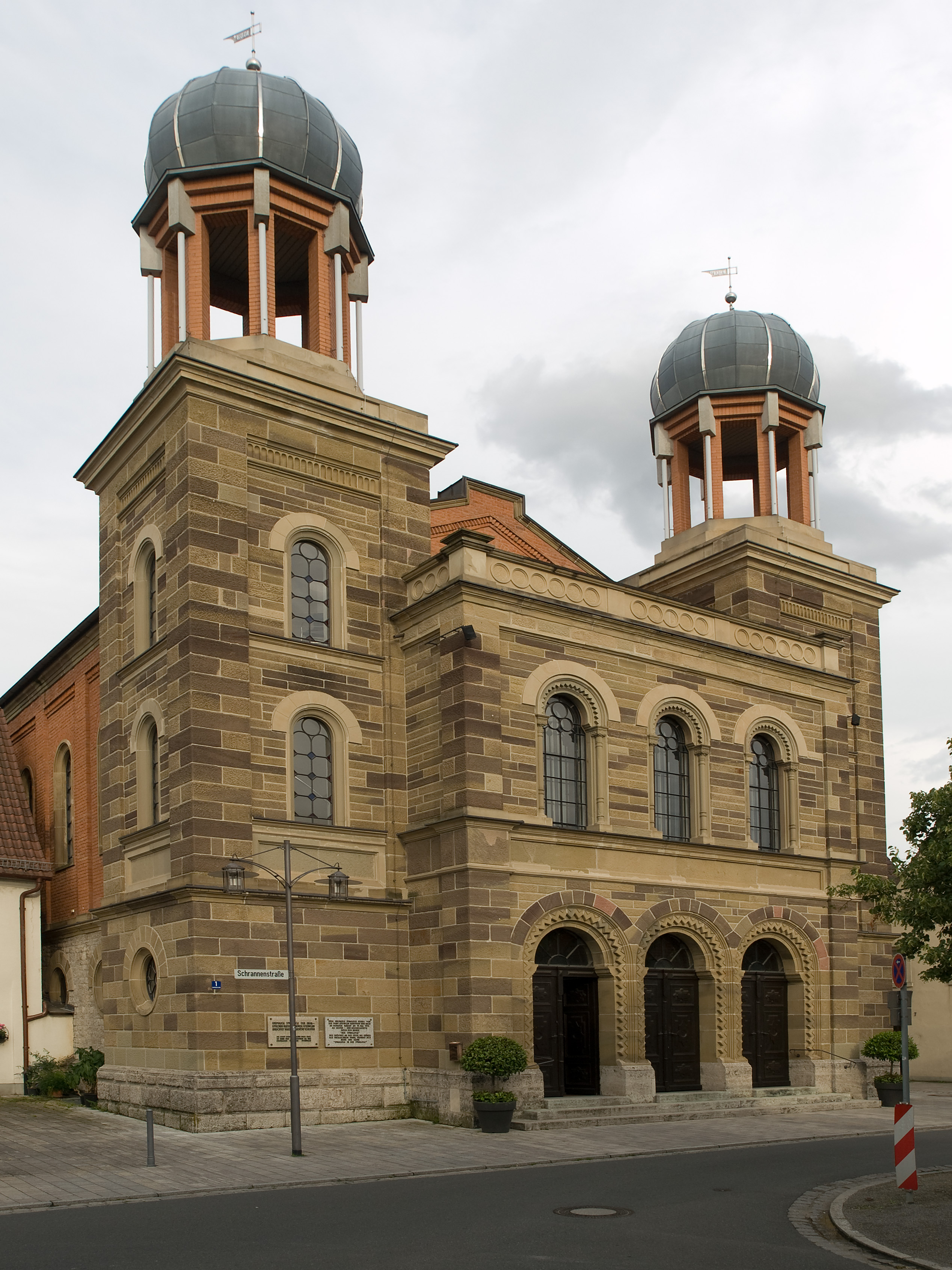
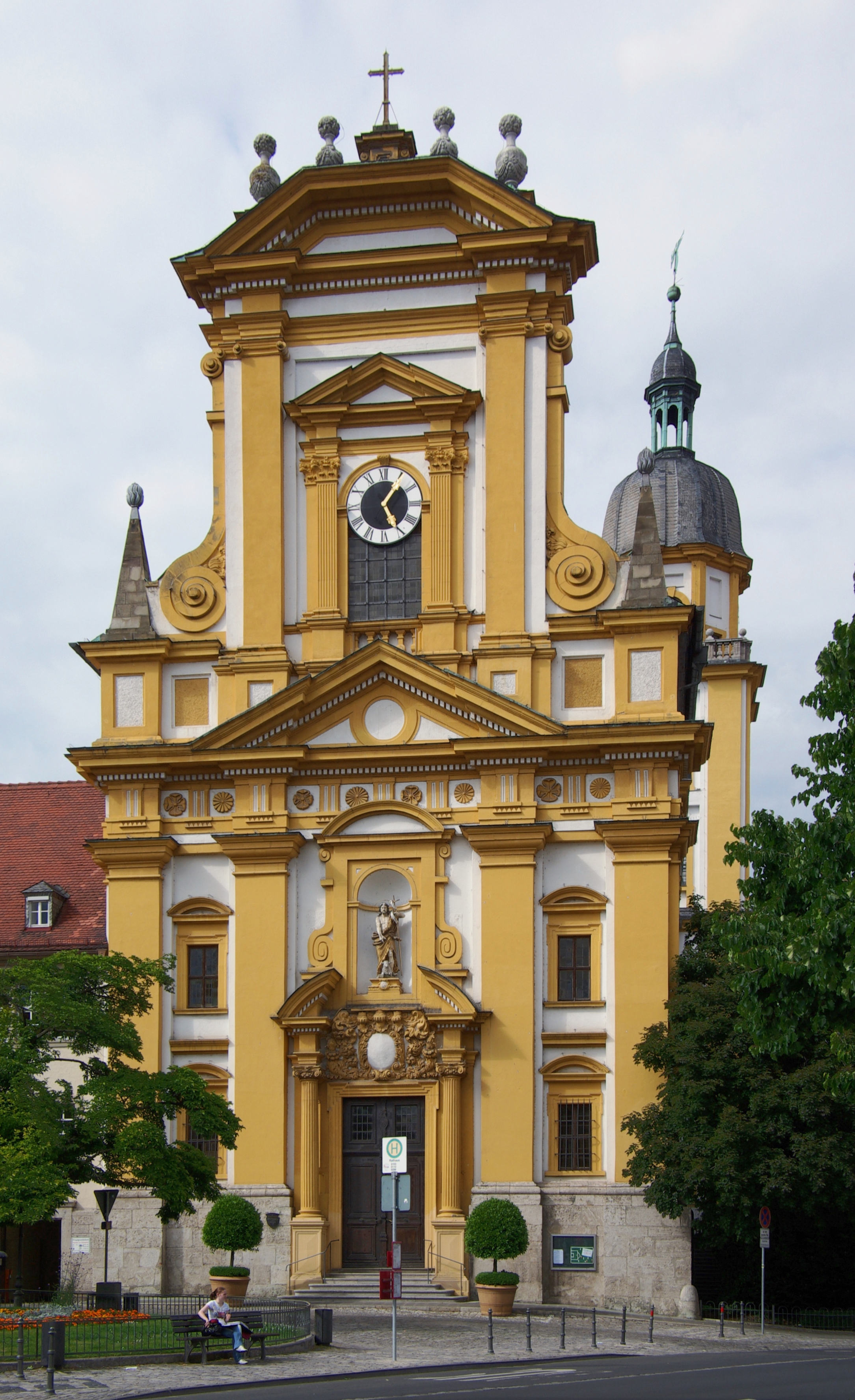
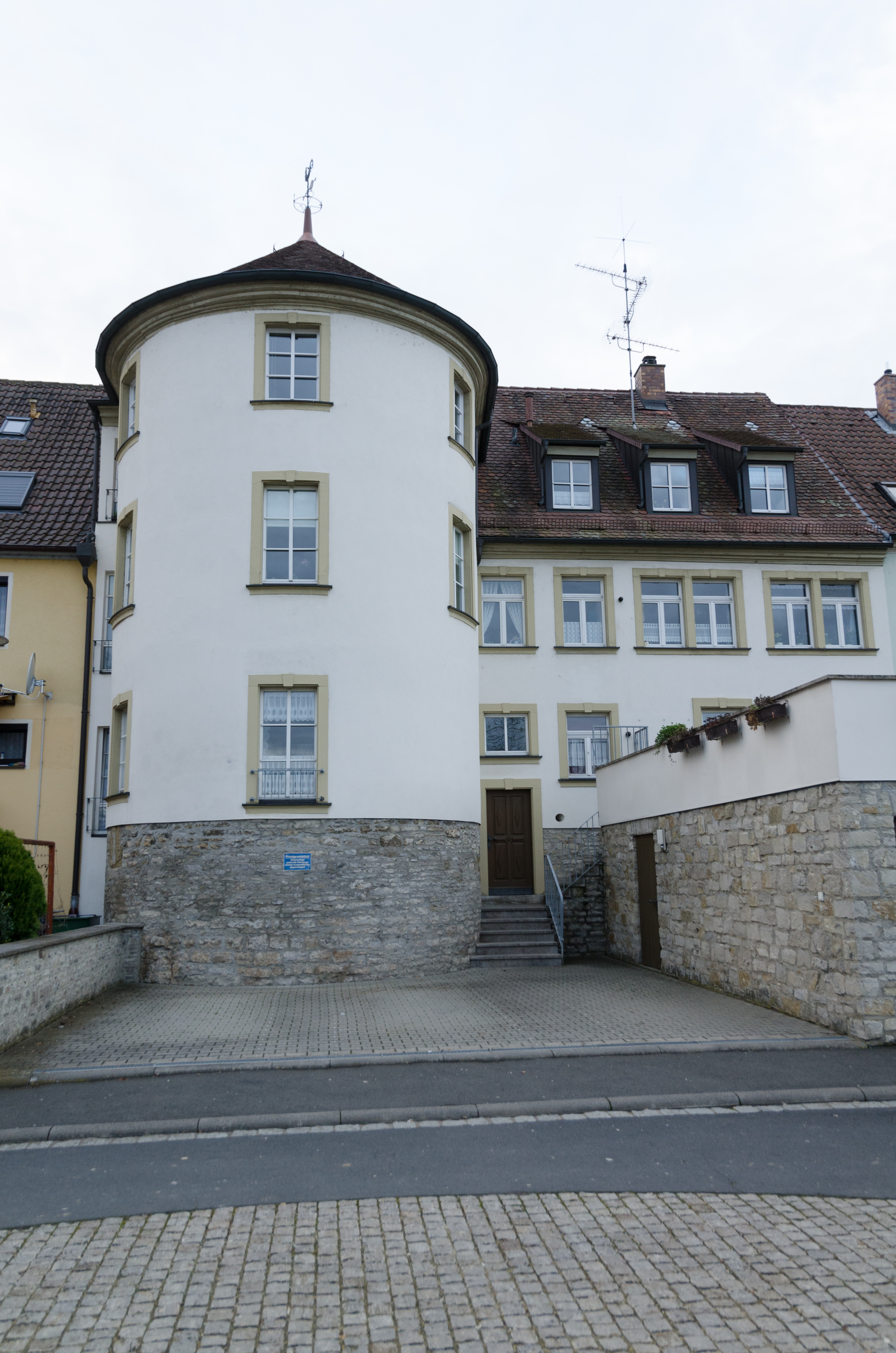
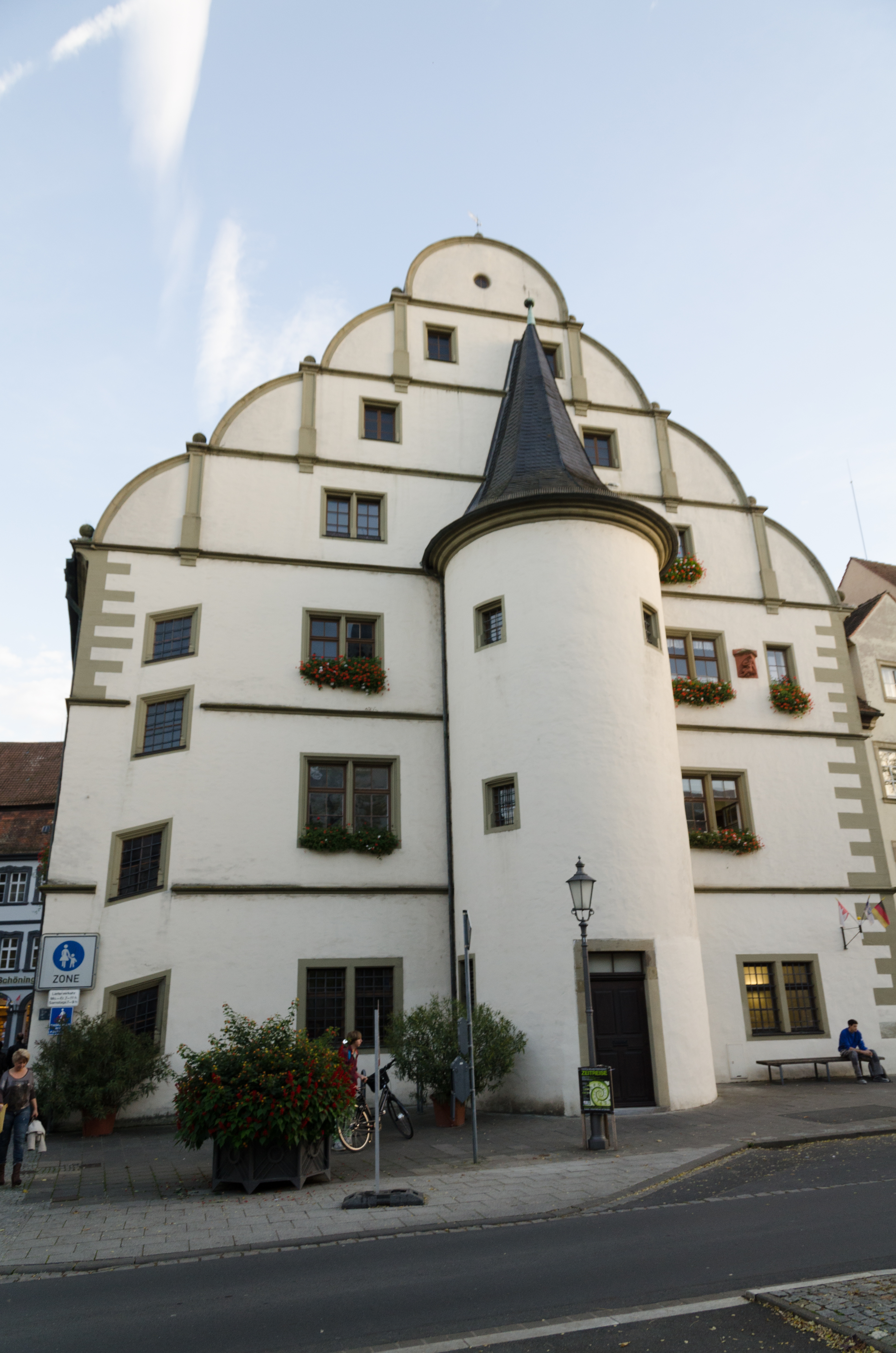
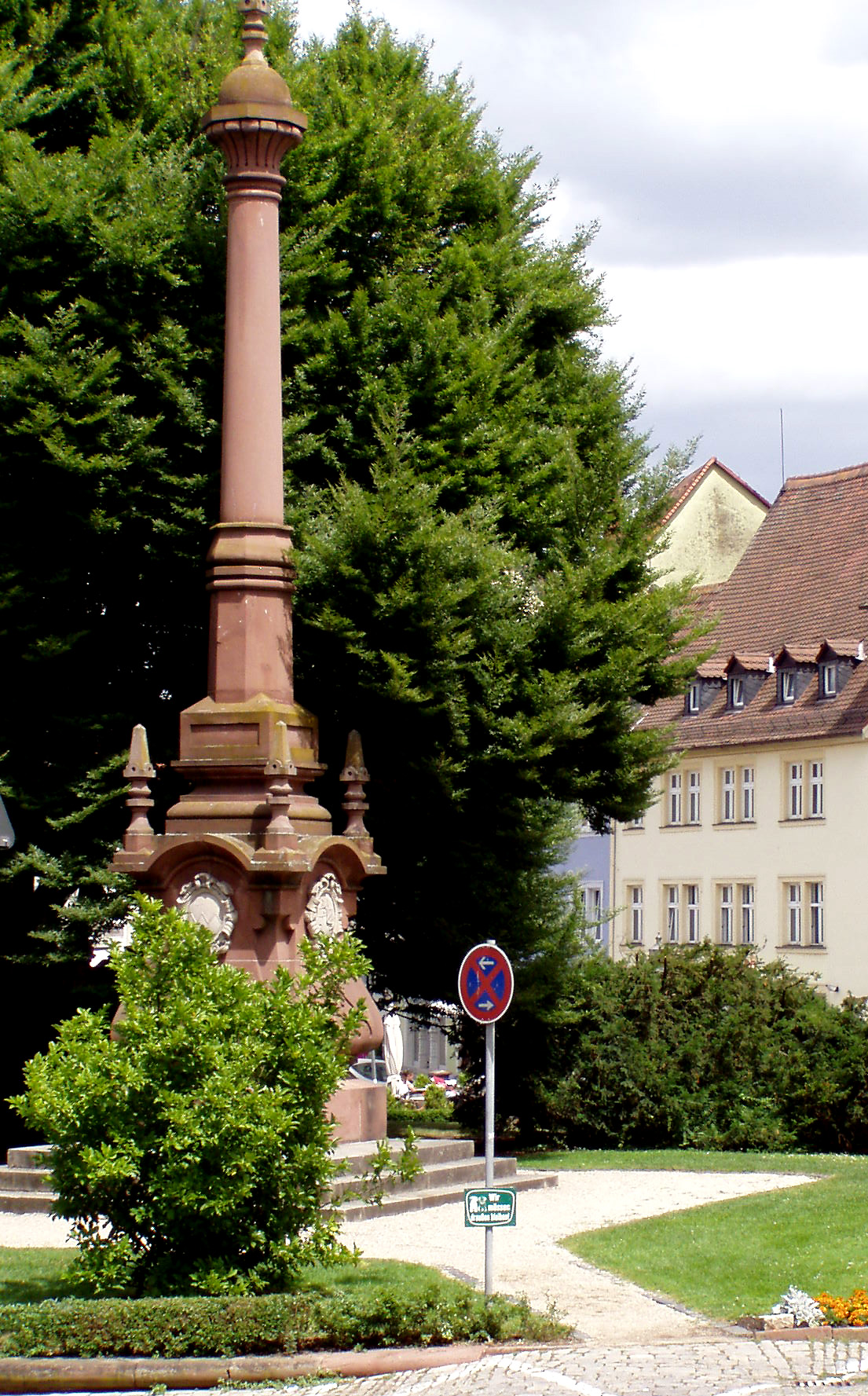

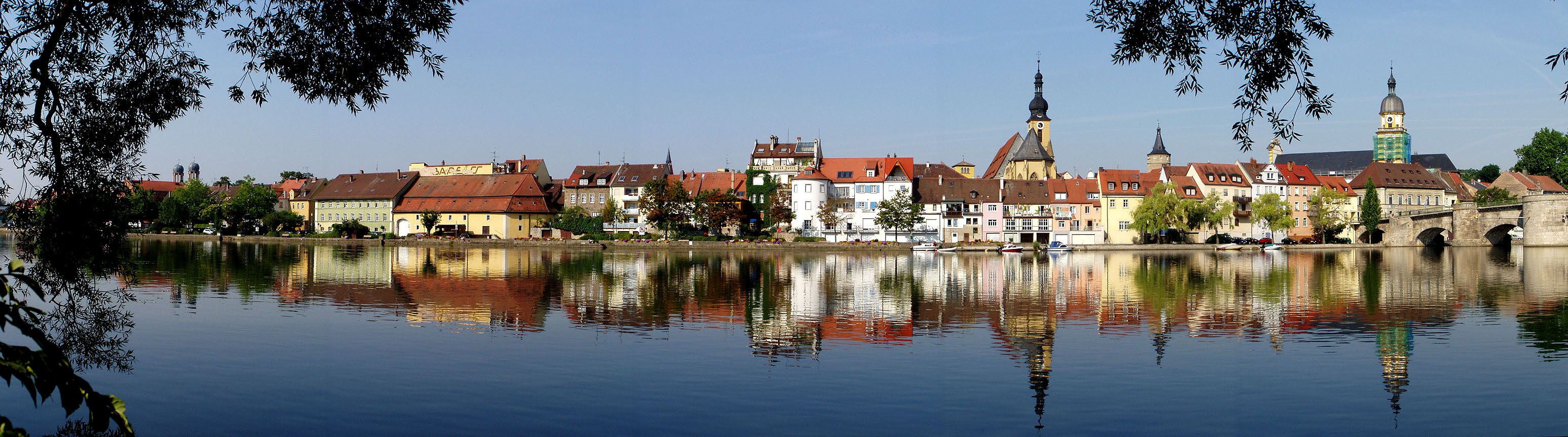
Панорама міста

## Відомі особи
- Пауль Ебер (8 листопада 1511 — 10 грудня 1569) — німецький лютеранський теолог.
- Фрідріх фон Шпіґель (11 липня 1820 — 15 грудня 1905) — німецький сходознавець, фахівець в області іраністики.
- Пауль фон Браун (16 вересня 1820 — 26 лютого 1892) —німецький правознавець, баварський політик.